# ヴィンセント・コール
ヴィンセント・"マッドドッグ"・コール（Vincent "Mad Dog" Coll 1908年7月20日 - 1932年2月8日）は、ニューヨークのアイルランド系ギャング。あだ名はマッドドッグ（狂犬）。禁酒法時代、ライバルギャングとマシンガンを使った派手な抗争に明け暮れた。

## 生涯
アイルランドのドニゴール県グウィドー生まれ。生まれた翌年に一家で渡米しニューヨークのブロンクスに住んだ。1913年母が死亡し、1919年母親代わりの姉も死亡し、父親が失踪した為、近所の知人に引き取られた。ブロンクスのストリートで極貧の少年時代を過ごし、12歳の頃、カトリック系の保護収容施設を何度も追い出された。同じ頃アイルランド系のギャング団ゴッファーズに参加した。

### シュルツ軍団の尖兵
1927年頃、ダッチ・シュルツの一味に加わった。週給150ドルの用心棒として雇われたが、その直線的で攻撃的なやり方のおかげですぐ頭角を現し、重要な戦闘員になった。しかし、無抵抗のスピークイージーのバーテンダーを有無を言わせず殺したり、シュルツの許可なく商店を狼藉して荒らしたので、警察の注意を引くような派手な行為を慎むようシュルツに注意された。

### シュルツへ反旗
1930年頃、コールが対等なパートナーになりたいと言ってきたのでシュルツが拒否すると兄ピーターと仲間を集めて自前のギャングを組織し、シュルツのシマを荒らし始めた。シュルツの幹部ビンセント・バレリを誘ったが断られたためにこれを殺害したのを皮切りに、シュルツのビール輸送トラックを奪い、シュルツ傘下のスピークイージーに放火して派手に暴れた。
1931年5月、シュルツ一味に兄を殺された後、マシンガンを使った派手な襲撃スタイルをエスカレートさせた。兄の死から3週間のうちにシュルツの手下を4人殺し、その後の抗争も含め、敵味方合わせて計20人前後が殺された。

### ベイビーキラー

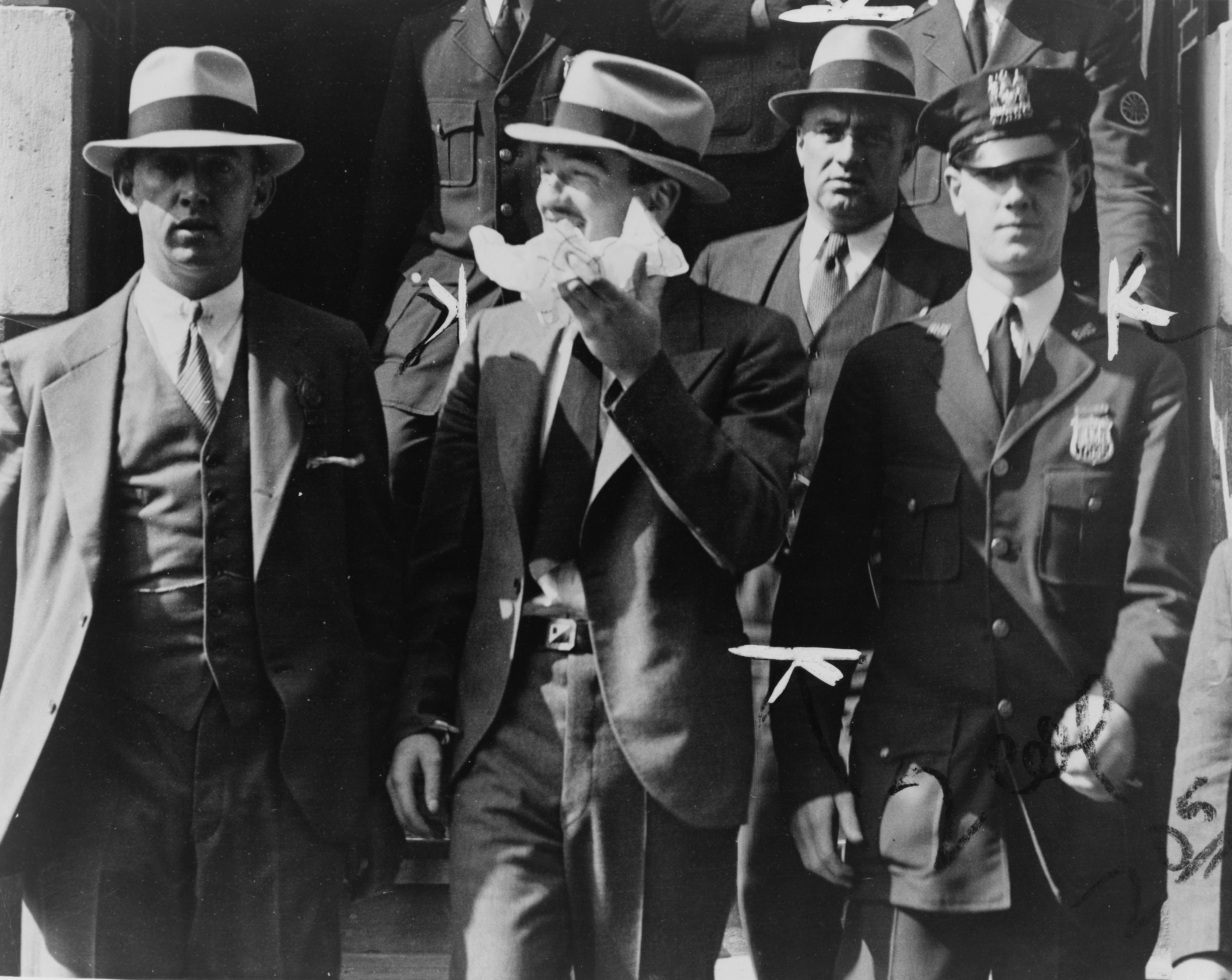
法廷から去るコール

1931年7月、街角に立っていたシュルツの仲間ジョーイ・ラオと用心棒2人を、通り過ぎる車からマシンガンで撃ちまくり、ラオと用心棒は無傷だったが、近くにいた5歳の子供が巻き添えで死亡した他、4人が重軽傷を負った。この事件が新聞で報じられるとニューヨーク市民はショックで怒り、ベイビーキラーと呼んで叩いたため、以後髪を染め、付け髭で変装した。ニューヨーク市長ジミー・ウォーカーは Mad Dog（狂犬）と呼んだ。
1931年10月、ブロンクスで逮捕され、子供殺しの罪で起訴された。裁判所に出頭したコールはまたも髪の色を変え付け髭で変装していた。「その時、現場から数マイル離れたところにいて敵に狙われていた、子供を殺したのは俺じゃない、子供を殺した奴の喉をかき切ってやりたいくらいだ」とまくしたてた。検察が用意した目撃者の証言に問題があったため無罪となった。
その後すぐニューヨークのファッションデザイナーと結婚した。

### 最期

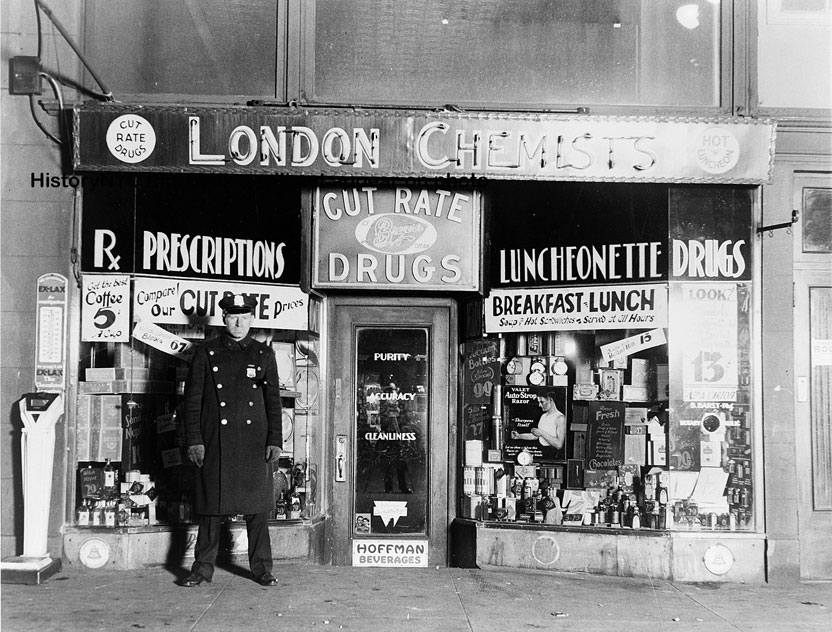
事件現場となったドラッグストア

金が尽きるとオウニー・マドゥンやレッグス・ダイアモンドら大物ギャングの手下を誘拐し、身代金を詐取してシュルツとの戦闘資金に充てた。
1932年2月1日、シュルツ一味がコールのアジトとみられたアパートに乱入し、マシンガンで撃ちまくった。コールの手下2人と無関係な女性の計3人が死亡したが、コールは別の場所にいて無事だった。殺し屋はコールの顔を知らず、無差別に撃ったとされた。
2月8日、マンハッタンのドラッグストアの電話ボックスでマドゥンに脅しの電話をかけているところに、マドゥンの内通を受けたシュルツ一味3人が押しかけ、1人が車、1人が店の外で待ち、1人が店に入って店員に「落ち着け」と言うや否やオーバーコートの下からマシンガンを取出し、電話ボックスごと蜂の巣にした。大量の銃弾を浴びたコールは即死した。15発の銃弾が遺体から取り出されたが、貫通弾を含めると実際に受けた弾はもっと多かった。
シュルツとマドゥンはコールの首に5万ドルの懸賞金をかけた。フリーランスの殺し屋2人がこれに応じて取引が成立し、1度目の襲撃は失敗、マドゥンの協力を得た2度目の襲撃で成功した。逃走車を運転していたのはシュルツの副ボスのボー・ワインバーグだったとされる。また、殺し屋が店に入った時、コールの用心棒が店の外へ素直に立ち去ったことから、シュルツに事前に通じていたとも伝えられた。シュルツ一味は車で逃げたが、たまたま銃声を聞いた警官に追いかけられ派手なカーチェイスを繰り広げた。
彼の未亡人だけの参列となった葬儀にはシュルツから花束が届いた。

## エピソード
- 金がなくなるとクラブやヤミ賭博場の用心棒を引き受けていた。

- 子供殺し裁判で職業を聞かれた際、「失職中の煉瓦工」と回答した[1]。

- 1963年のジョゼフ・ヴァラキの証言によれば、1931年9月、コールはサルヴァトーレ・マランツァーノからラッキー・ルチアーノ殺害を前払い金2万5千ドル、成功報酬2万5千ドルで請け負ったが、殺害を実行せず2万5千ドルを着服したという。コールはルチアーノを待ち伏せるためマランツァーノの事務所のあるビルにやって来たが、マランツァーノを殺したばかりのルチアーノの手下が逃げてくるのと階段ですれ違った。彼らからマランツァーノが死んだことを聞いたコールはすぐにビルを出て帰った[2][6][8]。

- シュルツとマドゥンがコール狩りに5万ドルの懸賞金をかけた時、シュルツはブロンクス警察まで行って、「誰でもいいからコールを殺した奴にはウェストチェスターの家をくれてやる！」と叫んだ逸話がある[3]。

## 関連作品等
街中でマシンガンを撃ちまくる抗争スタイルはアメリカ市民に衝撃を与え、1930年代を通じて白黒のギャング映画が量産された。コールをモデル又はモチーフにした映画が数多く製作されている。1961年、1992年にそれぞれ『Mad Dog Coll』のタイトルで製作された（1961年の映画は『機関銃を捨てろ』の邦題で日本でも公開された）他、シュルツやレッグス・ダイアモンドら同時代のギャングを扱った伝記映画にサブキャラクターとして数多く登場する。